# Cirfontaines-en-Azois
Cirfontaines-en-Azois is een gemeente in het Franse departement Haute-Marne (regio Grand Est) en telt 190 inwoners (1999). De plaats maakt deel uit van het arrondissement Chaumont.

## Geografie
De oppervlakte van Cirfontaines-en-Azois bedraagt 11,6 km², de bevolkingsdichtheid is 16,4 inwoners per km².
De onderstaande kaart toont de ligging van Cirfontaines-en-Azois met de belangrijkste infrastructuur en aangrenzende gemeenten.

## Demografie
Onderstaande figuur toont het verloop van het inwonertal (bron: INSEE-tellingen).